# Neuroleon punctatus
Neuroleon punctatus är en insektsart som först beskrevs av Navás 1911.  Neuroleon punctatus ingår i släktet Neuroleon och familjen myrlejonsländor. Inga underarter finns listade i Catalogue of Life.